# Rana omeimontis
Espèce
Statut de conservation UICN

 LC  : Préoccupation mineure
Rana omeimontis est une espèce d'amphibiens de la famille des Ranidae.

## Répartition
Cette espèce est endémique du centre de la République populaire de Chine. Elle se rencontre dans les provinces du Guizhou et du Sichuan. Sa présence est incertaine au Shandong.

## Publication originale
- Ye, Fei & Hu, 1993 : Rare and Economic Amphibians of China. Chengdu, China: Sichuan Publishing House of Science and Technology.